# Sainte-Marguerite-de-Viette
Sainte-Marguerite-de-Viette település Franciaországban, Calvados megyében. Lakosainak száma 343 fő (2018. január 1.). Sainte-Marguerite-de-Viette Boissey, Castillon-en-Auge, Mittois, Montviette, Saint-Georges-en-Auge, Saint-Martin-du-Mesnil-Oury és Saint-Michel-de-Livet községekkel határos.

## Népesség
A település népessége az elmúlt években az alábbi módon változott:
| Lakosok száma | 357  | 312  | 272  | 322  | 367  | 390  | 384  | 371  | 351  | 343  |
|               | 1968 | 1975 | 1982 | 1990 | 1999 | 2011 | 2013 | 2015 | 2017 | 2018 |